# Grissom (cráter)

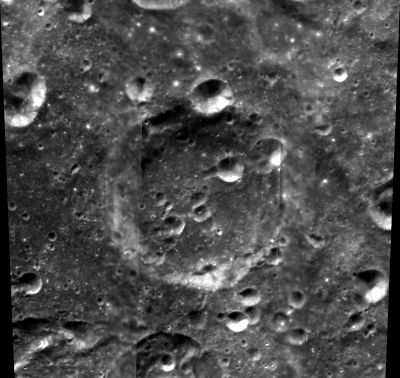
Fotografía de la misión Clementine (1994)

Grissom es un cráter de impacto situado en la cara oculta de la Luna, justo al sur de la enorme llanura amurallada del cráter Apollo y al noreste del cráter Cori. El borde de Grissom aparece erosionado en algunos lugares, particularmente a lo largo de su sector nordeste, donde un par de pequeños cráteres se insertan en su brocal. Una agrupación de pequeños cráteres se sitúa al sur del punto medio del cráter. Así mismo, otro pequeño cráter se halla en el borde noreste de la planta.
|  |

## Cráteres satélite
Por convención estos elementos se identifican en los mapas lunares colocando la letra en el lado del punto central del cráter más cercano a Grissom.
|         | \| Grissom \| Coordenadas \| Diámetro \| \| ------- \| -------------------------------- \| -------- \| \| K \| 49°30′S 145°42′O / -49.5, -145.7 \| 26 km \| \| M \| 49°06′S 147°42′O / -49.1, -147.7 \| 38 km \| |          |
| Grissom | Coordenadas | Diámetro |
| K       | 49°30′S 145°42′O / -49.5, -145.7 | 26 km    |
| M       | 49°06′S 147°42′O / -49.1, -147.7 | 38 km    |